# Nautia meridionalis
Nautia meridionalis är en insektsart som beskrevs av Marius Descamps 1978. Nautia meridionalis ingår i släktet Nautia och familjen Romaleidae.

## Underarter
Arten delas in i följande underarter:
- N. m. altitudinis
- N. m. meridionalis